# ویلیام لوی
ویلیام گوتیرز-لوی (زادهٔ ۲۹ اوت ۱۹۸۰) هنرپیشه‌ای کوبایی-آمریکایی و مدل پیشین است که در عرصهٔ بازیگری به شهرت رسیده است.

## اوایل زندگی و تحصیلات
لوی در کوجیمار، کوبا، دیده به جهان گشود. او از تبار اسپانیایی است و جد پدری‌اش از اهالی جزایر قناری بود. پدربزرگ مادری او یهودی بود که منشأ نام خانوادگی لوی از اوست،هرچند لوی در خانواده‌ای غیرمذهبی پرورش یافت. او تحت سرپرستی مادر مجرد خود، باربارا لوی، بزرگ شد. خانواده او، شامل برادرش جاناتان گوتیرز لوی و خواهرش باربارا گوتیرز لوی، هنگامی که وی ۱۴ ساله بود، به میامی، فلوریدا مهاجرت کردند. لوی تحصیلات متوسطه خود را در دبیرستان باربارا گولمن، واقع در حومه میامی لیکس، به پایان رساند. پس از آن، به مدت دو سال با بهره‌مندی از بورسیه ورزشی بیسبال، در رشته مدیریت بازرگانی در دانشگاه سنت توماس تحصیل کرد. سپس برای پیگیری حرفه بازیگری به لس‌آنجلس نقل مکان کرد و آموزش‌های خود را در میامی و مکزیکوسیتی ادامه داد.

## زندگی شخصی
لوی از سال ۲۰۰۳ رابطه‌ای متناوب با الیزابت گوتیرز، بازیگر مکزیکی-آمریکایی، داشته و آن‌ها صاحب دو فرزند هستند: پسری به نام کریستوفر الکساندر در سال ۲۰۰۶ و دختری به نام کیلی الکساندرا در ۶ مارس ۲۰۱۰.
در ۱۱ ژوئیه ۲۰۰۹، لوی به آیین کاتولیک گروید. در آوریل ۲۰۲۴، گوتیرز اعلام کرد که پس از ۲۰ سال، او و لوی از یکدیگر جدا شده‌اند. در ۱۴ آوریل ۲۰۲۵، ساعت ۲۲:۱۰، لوی در منطقه میامی به اتهام مستی آشوبگرانه در مکان عمومی و ورود غیرمجاز به ملک دیگران بازداشت شد.

#### تغییر نام
او با نام ویلیام گوتیرز لوی به دنیا آمد. ایده تغییر نامش را از دوستی از والدینش گرفت که تلاش داشت به خانواده کمک کند تا در حالی که مادر ویلیام هنوز باردار بود، از کوبا مهاجرت کنند، همان‌طور که در گفت‌وگو با برنامه انترتینمنت تونایت بیان کرد. لوی نام خانوادگی مادر اوست.

#### تصاویر برهنه
در مه ۲۰۱۲، در جریان رقابت در برنامه «رقص با ستارگان»، تصاویری برهنه از لوی منتشر شد. او در پاسخ گفت: «من به این موضوع عادت دارم. این عکس‌ها قبلاً در سراسر جهان منتشر شده‌اند. زمانی که مدل بودم، چنین کارهایی انجام می‌دادم و به‌عنوان مدل، هیچ مشکلی در انجام این نوع فعالیت‌ها وجود ندارد. باید کار کرد و درآمد کسب کرد.»

## حرفه
لوی فعالیت حرفه‌ای خود را با مدلینگ برای آژانس «نکست مدلز» آغاز کرد و در دو برنامه واقعیت‌نمای شبکه تله‌موندو، «جزیره وسوسه» و «پروتاگونیستاس د نوولا ۲»، حضور یافت. در سال ۲۰۰۵، در نمایش «لا ننا تینه تومبائو» در مرکز هنرهای زیبای سن خوآن، پورتوریکو، به روی صحنه رفت.

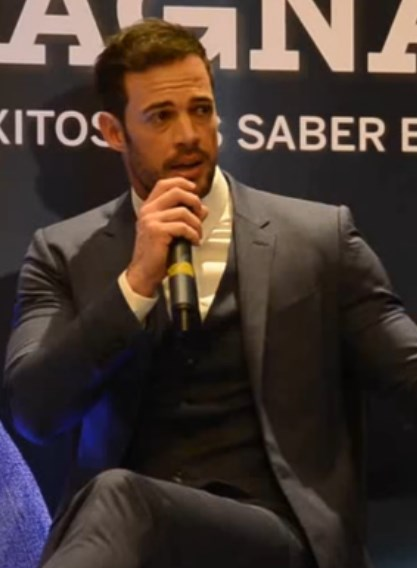
ویلیام لوی در سال ۲۰۱۵

اولین حضور او در شبکه اسپانیایی‌زبان یونیویژن در سریال «هرگز فراموشت نمی‌کنم» تولید ونه‌ویسیون اینترنشنال بود. او سپس در سریال‌های «زندگی من تویی» و «محاصره‌شده» ایفای نقش کرد. در سال ۲۰۰۸، در اولین فیلم سینمایی خود، «تکه‌های زندگی» به کارگردانی ویویانا کوردرو، بازی کرد. دعوت کارلا استرادا، تهیه‌کننده برجسته، برای ایفای نقش در سریال «شور» نقطه عطفی در حرفه او در تله‌نوولاهای مکزیکی بود. شبکه تلوئیسا او را برای نقش اصلی سریال «تقدیر یک فرشته» در کنار مایته پرونی، خواننده پیشین گروه آر‌بی‌دی، انتخاب کرد. این سریال از ژوئن ۲۰۰۸ در مکزیک و از سپتامبر ۲۰۰۸ در ایالات متحده از طریق یونیویژن پخش شد و به‌طور متوسط هر شب ۵ میلیون بیننده را جذب کرد.
در سال ۲۰۰۹، لوی در کنار ژاکلین براکامونتس در سریال «افسون» بازی کرد. این سریال از یونیویژن پخش شد و قسمت پایانی آن با ۶.۶ میلیون بیننده، شبکه‌های «ای‌بی‌سی» و «سی‌بی‌اس» را در آن بازه زمانی پشت سر گذاشت. در نوامبر ۲۰۰۹، لوی صدای خود را به نسخه اسپانیایی فیلم انیمیشن «سیاره ۵۱» اختصاص داد. این فیلم در ۲۷ نوامبر در مکزیک اکران شد و جایزه بهترین فیلم انیمیشن اسپانیایی‌زبان سال ۲۰۰۹ را در جوایز گویا دریافت کرد. از نوامبر ۲۰۰۹ تا فوریه ۲۰۱۰، لوی با نمایش «عاشقی به اندازه» در چندین شهر مکزیک تور برگزار کرد و در ژوئن ۲۰۱۰ در ایالات متحده نیز اجرا داشت.
لوی در تله‌نوولای «پیروزی عشق»، بازسازی سریال کلاسیک ونزوئلایی کریستال، بار دیگر با مایته پرونی هم‌بازی شد. این سریال از ۲۵ اکتبر ۲۰۱۰ از شبکه ال کانال د لاس استرلاس پخش شد. پدرو تورس، تهیه‌کننده اجرایی «زنان قاتل»، حضور لوی را در فصل سوم این سریال پرطرفدار مکزیکی تأیید کرد. لوی در موزیک‌ویدیوی «من عاشق توام» از آلبوم «عشق؟» جنیفر لوپز به‌عنوان معشوق او ظاهر شد که در ۲ مه ۲۰۱۱ از برنامه تودی شبکه «ان‌بی‌سی» پخش شد. در سال ۲۰۱۱، لوی روی جلد شماره ویژه مجله پیپل به زبان اسپانیایی برای جذاب‌ترین مردان سال قرار گرفت.
در ژانویه ۲۰۱۲، اعلام شد که لوی در دو اپیزود از سریال «زنان مجرد» شبکه «وی‌اچ ۱» ر کنار دنیس واسی بازی خواهد کرد. او در فصل چهاردهم برنامه «رقص با ستارگان» با شریک رقص خود، چریل برک، که دو بار برنده جایزه میرور بال بود، شرکت کرد و در نهایت رتبه سوم را کسب کرد. در دسامبر ۲۰۱۲، لوی برای ایفای نقش کاپیتان دامیان فابر در بازسازی سریال «طوفان» به نام «طوفان» انتخاب شد که در سال ۲۰۱۳ پخش شد. او در درام اروتیک «معتاد»، اقتباسی از رمانی به همین نام نوشته زین، ایفای نقش کرد. مجله ورایتی لوی را در فهرست ۱۰ بازیگر و بازیگر زن برتر لاتین هالیوود قرار داد.
لوی در فیلم «باشگاه مادران مجرد» به کارگردانی تایلر پری در سال ۲۰۱۴ هم‌بازی بود. او نقش اصلی جنگجو را در فیلم «حجاب» به کارگردانی برنت رایان گرین در سال ۲۰۱۷ ایفا کرد. در سال ۲۰۱۸، نقش ماتئو فررا را در سریال درام موزیکال «ستاره» شبکه فاکس بر عهده گرفت.
در سال ۲۰۲۱، لوی با ایفای نقش سباستین وایخو در بازسازی جدید سریال «قهوه با عطر زن» در کنار لورا لوندونیو، بازیگر و خواننده کلمبیایی، به تله‌نوولاها بازگشت. در سال ۲۰۲۳، او در نقش اصلی و به‌عنوان تهیه‌کننده اجرایی در تله‌نوولای «به سوی من بازگرد» شبکه تله‌موندو در کنار سامادی زندیاس فعالیت کرد.

## فعالیت‌های خیرخواهانه
لوی به‌عنوان یک نیکوکار، زمان خود را به بازسازی خانه‌های خانواده‌های کم‌درآمد در مکزیک در قالب برنامه «اتحادهایی که می‌سازند» بنیاد تلوئیسا اختصاص می‌دهد.

## فیلم‌شناسی
| سال  | عنوان                        | نقش                      | یادداشت          |
| ---- | ---------------------------- | ------------------------ | ---------------- |
| ۲۰۰۸ | رتروز دِ ویدا                 | تیاگو                    |                  |
| ۲۰۰۹ | سیاره ۵۱                     | کاپیتان چارلز "چاک" بیکر | نقش صدا          |
| ۲۰۱۴ | باشگاه مادران مجرد           | مانی                     |                  |
| ۲۰۱۴ | معتاد                        | کینتون کانوسا            |                  |
| ۲۰۱۶ | مدت زندگی                    | آلخاندرو                 |                  |
| ۲۰۱۶ | رزیدنت اویل: فصل نهایی       | کریستین                  |                  |
| ۲۰۱۷ | تغییر قلب                    | کارلوس                   |                  |
| ۲۰۱۷ | حجاب                         | جنگجو                    | نقش اصلی         |
| ۲۰۱۷ | سفر دخترانه                  | خودش                     | نقش کوتاه (کمه‌و) |
| ۲۰۱۷ | سیندِرِلو                      | براندو                   |                  |
| ۲۰۱۸ | شبح دوست‌دخترم                | چپا                      | نقش اصلی         |
| ۲۰۱۹ | در آغوش یک قاتل (کشتن سارای) | ویکتور فاوست             | نقش اصلی         |
| ۲۰۲۱ | عشق ساحل جنوبی               | تونی سانچز               | نقش اصلی         |

## تلویزیون
| سال       | عنوان               | نقش                                               | یادداشت                       |
| --------- | ------------------- | ------------------------------------------------- | ----------------------------- |
| ۲۰۰۶      | تو زندگی منی        | فدریکو                                            |                               |
| ۲۰۰۶      | هرگز فراموشت نمی‌کنم | جرمن توره                                         |                               |
| ۲۰۰۷      | به دام افتاده       | لری ایرازابال                                     | ۱۸۷ قسمت                      |
| ۲۰۰۷      | شور                 | واسکو داری‌ین                                      |                               |
| ۲۰۰۸      | پلازا سسامو         | خودش                                              | قسمت: "مشکل بزرگ"             |
| ۲۰۰۸–۲۰۰۹ | تقدیر یک فرشته      | خوان میگل سان رومن بوستوس / پابلو سیسنروس         | نقش اصلی؛ ۱۹۴ قسمت            |
| ۲۰۰۹      | طلسم                | آلخاندرو لومباردو                                 | نقش اصلی؛ ۹۰ قسمت             |
| ۲۰۱۰      | زنان قاتل           | فونسی / کنت آلونسو د خسوس رویز ماچادو ی اورتیگوزا | قسمت: "آنت و آنا، نجیب‌زادگان" |
| ۲۰۱۰–۲۰۱۱ | پیروزی عشق          | ماکسیمیلیانو ساندوال                              | نقش اصلی؛ ۱۷۲ قسمت            |
| ۲۰۱۲      | رقص با ستارگان      | خودش                                              | شرکت‌کننده                     |
| ۲۰۱۲      | زنان مجرد           | آنتونیو                                           | ۴ قسمت                        |
| ۲۰۱۳      | طوفان               | دامیان فابره                                      | نقش اصلی؛ ۱۲۲ قسمت            |
| ۲۰۱۴      | میس یونیورس ۲۰۱۴    | داور                                              | برنامه ویژه تلویزیونی         |
| ۲۰۱۸–۲۰۱۹ | ستاره               | ماتئو فررا                                        | نقش اصلی                      |
| ۲۰۲۱      | قهوه با عطر زن      | سباستین وایه‌خو                                    | نقش اصلی                      |
| ۲۰۲۳      | مونتکریستو          | آلخاندرو مونتکریستو                               | نقش اصلی تهیه‌کننده            |
| ۲۰۲۳–۲۰۲۴ | به من بازگرد        | سانتیاگو زپدا                                     | نقش اصلی تهیه‌کننده            |

## اجراهای «رقص با ستارگان»
لوی به‌عنوان یکی از شرکت‌کنندگان در برنامه «رقص با ستارگان» شبکه «ای‌بی‌سی» معرفی شد و در فصل چهاردهم با چریل برک، قهرمان دو دوره این برنامه، هم‌تیمی بود.
| هفته        | رقص/آهنگ                                                                                                  | امتیاز داوران | امتیاز داوران | امتیاز داوران | نتیجه    |
| ----------- | --- | ------------- | ------------- | ------------- | -------- |
| هفته        | رقص/آهنگ                                                                                                  | اینابا        | گودمن         | تونیولی       | نتیجه    |
| ۱           | چا-چا-چا/ "International Love"                                                                            | ۸             | ۸             | ۸             | بدون حذف |
| ۲           | کوییک‌استپ/ "Nice Work If You Can Get It"                                                                  | ۹             | ۷             | ۹             | ایمن     |
| ۳           | سالسا/ "La Vida es un Carnaval"                                                                           | ۹             | ۹             | ۱۰            | ایمن     |
| ۴           | جایو/ "We're Not Gonna Take It"                                                                           | ۷             | ۷             | ۸             | ایمن     |
| ۵           | تانگوی آرژانتینی/ "Buttons"                                                                               | ۱۰            | ۹             | ۱۰            | ایمن     |
| ۶           | رومبا/ "Being with You" ماراتن موتم                                                                       | ۹ اعطا شد     | ۸ ۹           | ۱۰ امتیاز     | ایمن     |
| ۷           | والس وینی/ "Ave Maria" تیم پاسو دوبله/ "O Fortuna"                                                        | ۹ ۹           | ۹ ۸           | ۹ ۹           | ایمن     |
| ۸           | فاکس‌ترات/ "Stray Cat Strut" پاسو دوبله (چالش سه‌نفره)/ "Diablo Rojo"                                       | ۱۰ ۹          | ۱۰ ۹          | ۱۰ ۹          | ایمن     |
| ۹ نیمه‌نهایی | تانگو/ "Sweet Dreams (Are Made of This)" سامبا/ "Magalenha"                                               | ۹ ۱۰          | ۹ ۱۰          | ۹ ۱۰          | ایمن     |
| ۱۰ فینال    | چا-چا-چا/ "Raise Your Glass" فری‌استایل/ "Objection (Tango)" سالسا (چالش ۲۴ ساعته)/ "Juventud de Presente" | ۱۰ ۱۰ ۱۰      | ۱۰ ۹ ۱۰       | ۱۰ ۱۰ ۱۰      | مقام سوم |